# Albert Thomas (játékvezető)
Albert Thomas (Amszterdam, 1938. október 7. –) holland nemzetközi labdarúgó-játékvezető. Teljes neve Albert Rudolf Bep Thomas. Polgári foglalkozása útépítő vállalkozó.

## Pályafutása

### Nemzeti játékvezetés
Játékvezetésből Amszterdamban vizsgázott. Vizsgáját követően az Amszterdami Labdarúgó-szövetsége által üzemeltetett labdarúgó bajnokságokban kezdte sportszolgálatát. A Holland labdarúgó-szövetség Játékvezető Bizottságának (JB) minősítésével a Eerste Divisie, majd 1975-től az Eredivisie játékvezetője. Küldési gyakorlat szerint rendszeres partbírói szolgálatot is végzett. A nemzeti játékvezetéstől 1991-ben visszavonult. Eredivisie mérkőzéseinek száma: 155 (1982–1988).

### Nemzetközi játékvezetés
A Holland labdarúgó-szövetség JB terjesztette fel nemzetközi játékvezetőnek, a Nemzetközi Labdarúgó-szövetség (FIFA) 1979-től tartotta nyilván bírói keretében. Több nemzetek közötti válogatott, valamint UEFA-kupa,  Kupagyőztesek Európa-kupája és Bajnokcsapatok Európa-kupája klubmérkőzést vezetett, vagy működő társának partbíróként segített. A holland  nemzetközi játékvezetők rangsorában, a világbajnokság-Európa-bajnokság sorrendjében többedmagával a 24. helyet foglalja el 2 találkozó szolgálatával. A nemzetközi játékvezetéstől 1990-ben búcsúzott. Válogatott mérkőzéseinek száma: 8.

#### Labdarúgó-Európa-bajnokság
Az 1988-as labdarúgó-Európa-bajnokságon az UEFA JB játékvezetőként foglalkoztatta.
| Időpont           | Helyszín                | Mérkőzés típusa           | Mérkőzés           | Eredmény | Nézők száma |
| ----------------- | ----------------------- | ------------------------- | ------------------ | -------- | ----------- |
| 1987. október 14. | Wembley Stadion, London | előselejtező (4. csoport) | Anglia–Törökország | 8 – 0    | 45 528      |

##### Európa-bajnoki mérkőzés
| Időpont          | Helyszín            | Mérkőzés típusa              | Mérkőzés            | Eredmény | Nézők száma |
| ---------------- | ------------------- | ---------------------------- | ------------------- | -------- | ----------- |
| 1988. június 11. | HDI-Arena, Hannover | csoportmérkőzés (A. csoport) | Spanyolország–Dánia | 2 – 3    | 60 366      |